# 小坑镇
小坑镇，是中华人民共和国广东省韶关市曲江区下辖的一个乡镇级行政单位。

## 行政区划
小坑镇下辖以下地区：
小坑社区、汤湖村、上洞村、黄洞村、和洞村和下坪村。